# Langes Haus (Bad Warmbrunn)

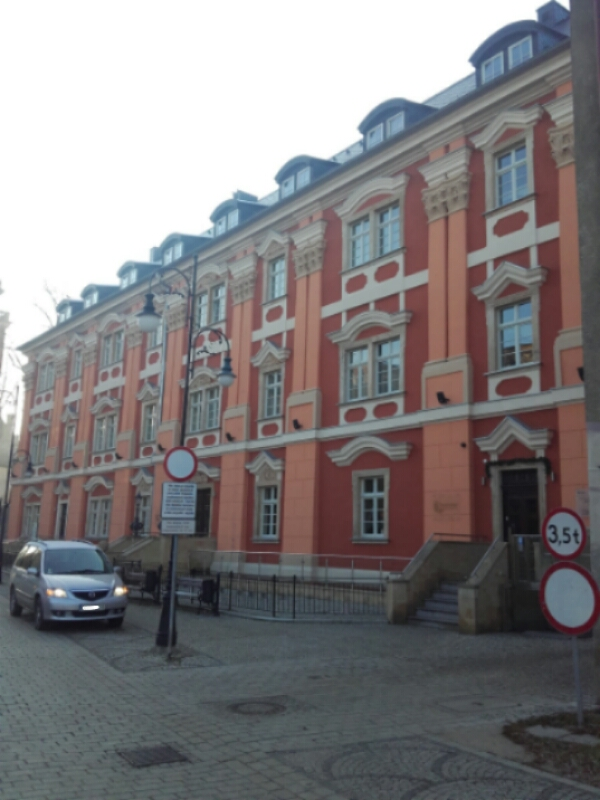
Langes Haus Warmbrunn

Das Lange Haus (polnisch Długi Dom) in Cieplice Śląskie-Zdrój (deutsch Bad Warmbrunn), einem Stadtteil von Hirschberg im Riesengebirge, wurde 1537 als Gästehaus für die Propstei Warmbrunn errichtet.
Der Bau gehörte zur 1403 von Gotsche II Schoff gegründeten Propstei, in der sich Ordensbrüder aus dem Kloster Grüssau angesiedelt hatten. Das Lange Haus wurde 1537 als Gästehaus für die Propstei errichtet. Der Bau wurde dem  Gebäudegeviert der Propstei vorgelagert. Unter dem Grüssauer Abt Bernhard Rosa wurde das Lange Haus 1689 nach Plänen von Martin Urban barockisiert. Bei der Säkularisierung in den preußischen Landen 1810 erwarb Leopold Gotthard von Schaffgotsch das Lange Haus. Hier wurde ab 1920 die naturkundliche Sammlung der Schaffgotsch gezeigt. Nach Sanierung zur polnischer Zeit ist die Sammlung (Muzeum Przyrodnicze w Cieplicach) jetzt im Hauptbau des Klosters zu sehen und das Lange Haus wird seit 2015 als Hotel genutzt.

## Baubeschreibung
Das Sockelgeschoss hat gequaderte Lisenen. Die repräsentative Fassade des zweigeschossigen Baus ist durch gekuppelte Kolossalpilaster mit kräftigen korinthischen Kapitellen geprägt. In frühbarocker Tradition wechseln einfache und gekuppelte Fenster.